# 本·帕亞爾
本·帕亞爾(Ben Payal，1988年9月8日—）是一名盧森堡的職業足球員，司職右邊鋒，現效力盧森堡國家足球聯賽球會施特拉森運動聯盟。

## 球會生涯
帕亞爾開始他的職業生涯在17歲時加盟埃施青年。

## 國際賽生涯
2006年9月首次為盧森堡披甲友誼賽對戰拉脫維亞。

## 榮譽
- 盧森堡國家足球聯賽: 1

2008

## 外部連結
- F91 stats – F91 Dudelange，存档于（存檔日期 2009-02-07）
- 本·帕亞爾在 National-Football-Teams.com 上的出场纪录